# Исберг
Исберг (фр. Isbergues) — коммуна во Франции, регион О-де-Франс, департамент Па-де-Кале, округ Бетюн, кантон Эр-сюр-ла-Лис. Расположена в 16 км к северо-западу от Бетюна, в 9 км от автомагистрали А26 «Англия» Труа-Кале, на берегу канала Дюнкерк-Шельда. На юго-западе коммуны находится железнодорожная станция Исберг линии Аррас-Дюнкерк.
Население (2022) — 8 653 человек.

## История
Город известен благодаря легенде о Святой Исберг, дочери короля франков Пипина III Короткого и сестре Карла Великого, которая лечила заболевания кожи и глаз.

## Достопримечательности
- Церковь Святой Исберг XV века
- Часовня Святой Исберг XVII века
- Родник Святой Исберг
- Церкви Святого Пьера и Святого Мориса XIX века
- Ферма XVII века

## Экономика
С середины XIX века город вырос до значительного промышленного центра, в основном сталелитейной промышленности, благодаря близости к разработкам угля.
Успешное развитие сталелитейной промышленности в значительной степени было обязано расположением Исберга на канале Дюнкерк-Шельда, связывавшего его с побережьем Ла-Манша и Северного моря на севере и каналами Северной Европы на востоке. Через город также проходила железная дорога. Промышленные объекты не только сформировали облик окрестностей Исберга и повлияли на экологию, но и стали источником процветания города. Производства компании Mittel работают в городе и в настоящее время.
Структура занятости населения:
- сельское хозяйство — 0,5 %
- промышленность — 42,1 %
- строительство — 5,9 %
- торговля, транспорт и сфера услуг — 22,6 %
- государственные и муниципальные службы — 28,9 %

Уровень безработицы (2017) — 15,7 % (Франция в целом — 13,4 %, департамент Па-де-Кале — 17,2 %). 

Среднегодовой доход на 1 человека, евро (2018) — 18 770 (Франция в целом — 21 730, департамент Па-де-Кале — 19 200).

## Демография
Динамика численности населения, чел.

## Администрация
Пост мэра Исберга с 2020 года занимает Давид Телье (David Thellier). На муниципальных выборах 2020 года возглавляемый им независимый список победил в 1-м туре, получив 56,55 % голосов.
| Период | Период | Фамилия      | Партия                  | Примечания                                 |
| ------ | ------ | ------------ | ----------------------- | ------------------------------------------ |
| 1965   | 1998   | Ролан Юге    | Социалистическая партия | президент Генерального совета департамента |
| 1998   | 2020   | Жак Напьераж | Социалистическая партия | президент ассоциации коммун Артуа-Фландрия |
| 2020   |        | Давид Телье  |                         | судебный пристав по финансовым делам       |

## Спорт
С 1945 года в городе проводится велосипедная гонка «Гран При Исберга», входящая в календарь Европейского тура Международного союза велосипедистов (UCI).

## Галерея
- Мэрия
- Родник Святой Исберг
- Часовня Святой Исберг
- Церковь Святой Исберг